# Jüdischer Friedhof (Bad Ems)

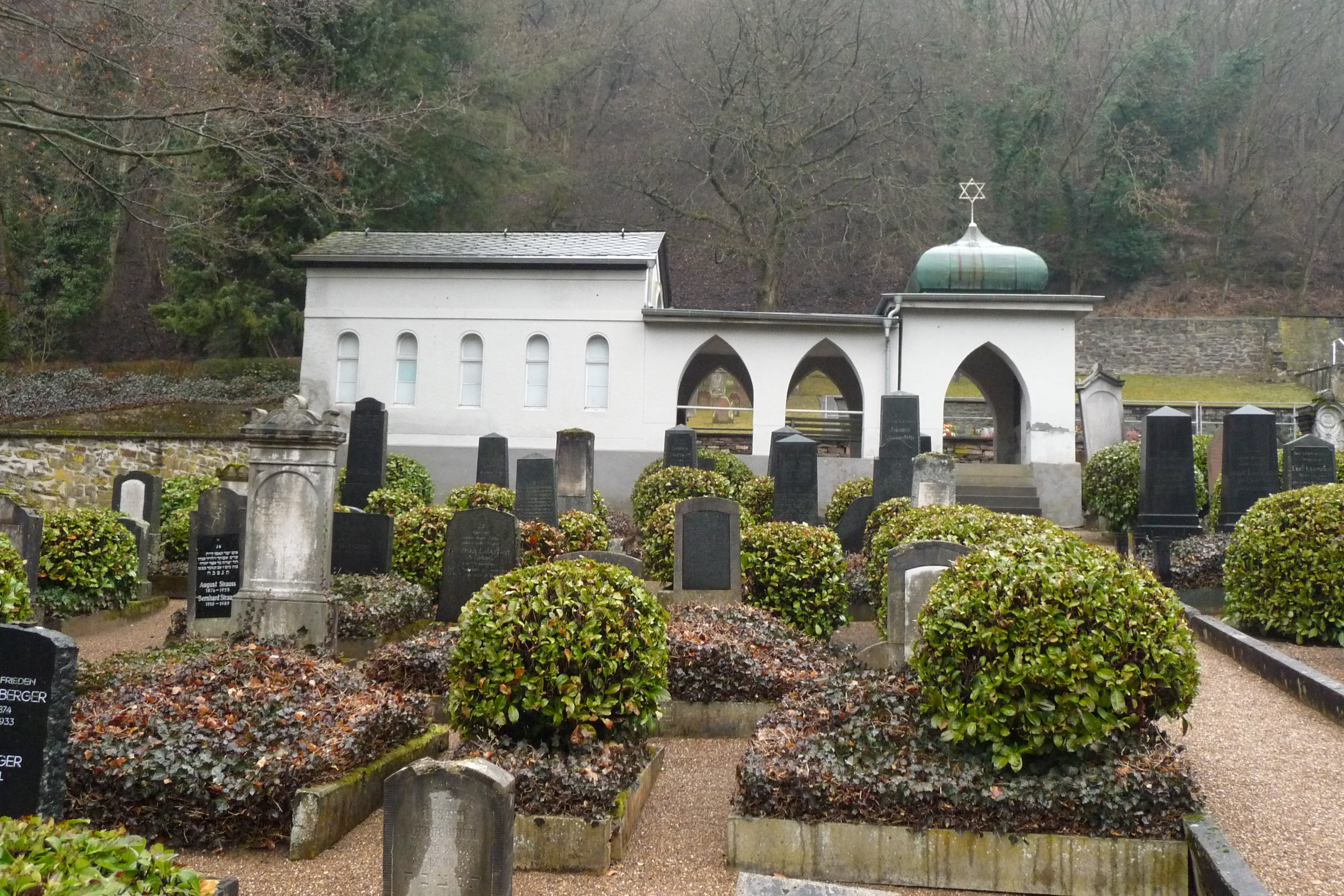
Jüdischer Friedhof Bad Ems mit Taharahaus

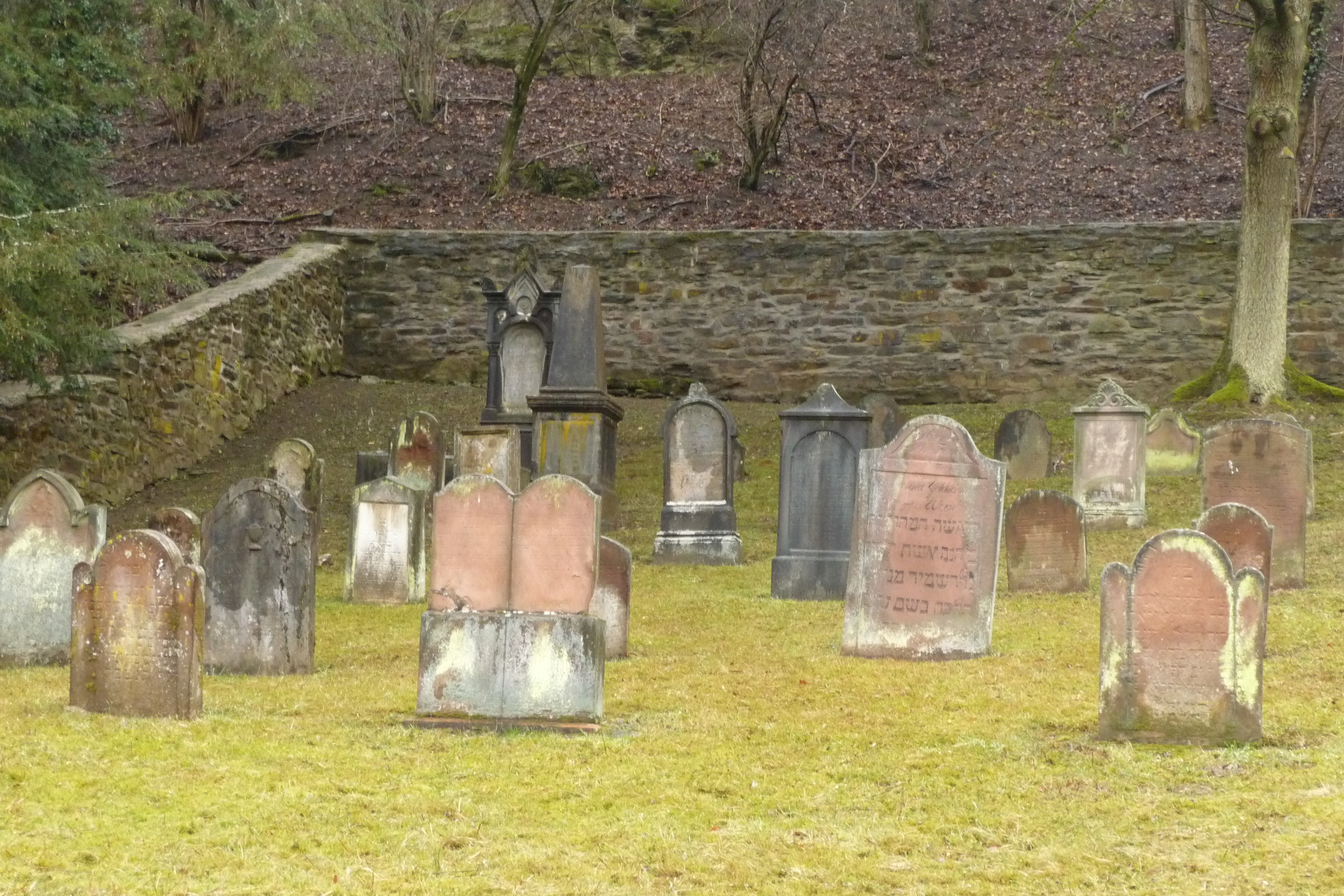
Alter Teil des Friedhofs

Der Jüdische Friedhof in Bad Ems, der Kreisstadt des Rhein-Lahn-Kreises in Rheinland-Pfalz wurde um 1880 angelegt. Der jüdische Friedhof mit einer Fläche von 13,66 Ar befindet sich am Osthang des Emsbachtales in der Arzbacher Straße. 
Er ist heute in den christlichen Friedhof integriert. Er besteht aus einem älteren Teil mit 40 Grabsteinen und einem neueren Teil mit 142 Grabsteinen. Die letzte Bestattung fand 1960 statt. Auf dem Friedhof wurden auch jüdische Kurgäste beigesetzt.

## Taharahaus
Das Taharahaus wurde um 1881 errichtet, wie eine innerhalb der Halle angebrachte Tafel belegt, und 1929 auf Veranlassung von Ludolf Rosenheim erweitert. Eine noch heute vorhandene Gedenktafel mit folgender Inschrift erinnert daran: Dem Gedächtnis meiner hier ruhenden Eltern Louis und Lina Rosenheim errichtet i.J. 1929, Ludolf Rosenheim, Berlin.
Das Taharahaus diente früher als jüdische Trauerhalle wie auch der Leichenwaschung. Heute besteht eine Kooperation zwischen der Stadt Bad Ems, dem Landesverband jüdischer Gemeinden Rheinland-Pfalz, der Bürgerstiftung Bad Ems sowie dem Dekanat Nassauer Land, die der Sicherung der Bausubstanz und der Restaurierung des Taharahauses dient. Schulen und Kirchengemeinden beschäftigen sich mit der Geschichte der Taharahalle, die auch regelmäßig Schauplatz von Gedenkveranstaltungen ist.

## Gedenken
Weitere Gedenktafeln für die ermordeten Bürger der Stadt Bad Ems sind angebracht: Die Bürger der Stadt Bad Ems gedenken in Ehrfurcht und Trauer ihrer jüdischen Mitbürger, die in den Jahren von 1933 bis 1945 Opfer der nationalsozialistischen Gewaltherrschaft wurden.

## Grabstätten
- Emil Löwenthal (1835–1896), deutscher Maler.